# Little Village (album)
Little Village è un album del gruppo omonimo con Ry Cooder, pubblicato dalla Reprise Records nel 1992.

## Tracce
1. Solar Sex Panel – 3:47 (Ry Cooder, John Hiatt, Jim Keltner, Nick Lowe)
2. The Action – 3:25 (Ry Cooder, John Hiatt, Jim Keltner, Nick Lowe)
3. Inside Job – 4:17 (Ry Cooder, John Hiatt, Jim Keltner, Nick Lowe)
4. Big Love – 6:26 (Ry Cooder, John Hiatt, Jim Keltner, Nick Lowe)
5. Take Another Look – 3:40 (Ry Cooder, John Hiatt, Jim Keltner, Nick Lowe)
6. Do You Want My Job – 5:36 (Ry Cooder, John Hiatt, Jim Keltner, Nick Lowe)
7. Don't Go Away Mad – 3:39 (Ry Cooder, John Hiatt, Jim Keltner, Nick Lowe)
8. Fool Who Knows – 3:46 (Ry Cooder, John Hiatt, Jim Keltner, Nick Lowe)
9. She Runs Hot – 3:19 (Ry Cooder, John Hiatt, Jim Keltner, Nick Lowe)
10. Don't Think About Her Wher You're Trying to Drive – 4:33 (Ry Cooder, John Hiatt, Jim Keltner, Nick Lowe)
11. Don't Bug Me When I'm Working – 3:56 (Ry Cooder, John Hiatt, Jim Keltner, Nick Lowe)

## Formazione
- Ry Cooder - mandolino (brano 1), chitarra (brani 3, 4, 7, 8 & 11), chitarra elettrica (brano 10), voce (brani 2, 9 & 11)
- John Hiatt - chitarra, voce (brani 1, 3, 4, 5, 6, 7, 8, 9 & 10), coro (brano 11), pianoforte elettrico (brano 7)
- Nick Lowe - basso, voce (brani 5, 8, 9 & 11)
- Jim Keltner - batteria, percussioni